# Carl Gyllenstierna (1621–1650)
Carl Gyllenstierna af Lundholm, född 21 december 1621 i Tryserums församling, död 3 augusti 1650, var en svensk militär.

## Biografi
Carl Gyllenstierna af Lundholm föddes 1621 på Fågelvik. Han var son till vice amiralen Nils Gyllenstierna och Görvel Snakenborg. Gyllenstierna blev i juni 1627 student vid Uppsala universitet och 1639 volontär vid Svenska armén i Tyskland. Han blev 1640 kapten vid Kronobergs regemente, 1643 major och 1645 överstelöjtnant. Gyllenstierna blev 1646 vice kommendant i Wismar. Han sköt ihjäl sig själv 1650, då han skulle skjuta efter en skata och begravdes 15 juni 1651 i Sankt Johannes kyrka, Norrköping. Hans kropp sattes sedan ner i familjegraven i Tryserums kyrka.

### Egendom
Gyllenstierna ägde Fågelvik i Tryserums socken och Hässelby. Han fick 1649 Juttila i Finland i testamente av landshövdingen Henrik Månsson Spåres änka.

### Familj
Gyllenstierna gifte sig 28 december 1645 i Göteborg med Sidonia Mannersköld (1620–1656), dotter av landshövdingen Nils Assersson Mannersköld och Christina Böckler. De fick tillsammans barnen Görwel Gyllenstierna (1646–1708), greven Nils Gyllenstierna af Fogelvik (1648–1720), studenten Carl Gustaf Gyllenstierna (1648–1663) vid Uppsala universitet och Elsa Anna Gyllenstierna (1650–1650).